# つりたくにこ
つりたくにこ（1947年10月25日 - 1985年6月14日）は、日本の女性漫画家。風木繭（かぜきまゆ）、はざまくにこ（はざまくに子）などの名義も用いていた。

## 略歴
1947年、兵庫県高砂町東宮町（現・高砂市）に生まれた。中学時代に水木しげる、白土三平、平田弘史、さいとう・たかをなどの漫画に親しみ、自らも創作活動を始めた。高砂中学校、高砂高校と進学し、この頃には既に『少女フレンド』などに原稿の持込みをしていた。
1965年に、青林堂が漫画雑誌『ガロ』を創刊。新人募集を行っていた同誌に、つりたは「人々の埋葬/神々の話」を持ち込み、掲載された。その翌年に高校を卒業、上京した。
上京後は講談社や若木書房などにも、はざまくにこ（はざまくに子）名義で少女マンガを描いていた。しかし次第に少女マンガを描くことに苦痛を感じるようになり、1967年ごろにはそのような作風の作品を描かなくなった。1968年には水木しげるのアシスタントも務めたが、約一ヶ月で辞めた。この頃から創作のペースが落ちてきていた。
1972年に結婚し、京都に転居した。しかしその翌年から体調を崩し、不治の病である全身性エリテマトーデス（SLE）に罹患していることが判明。病状は徐々に悪化したため、この時期の作品の発表数は非常に少ない。
1979年に、青林堂から作品集が刊行された。また同年に、病室で『フライト』を完成させ、『ヤングジャンプ』創刊を記念して創設された「青年漫画大賞」に応募（風木繭名義）、佳作となった。『フライト』は翌年に『ヤングジャンプ』に掲載された。継続的に『ガロ』にも作品を発表していたが、1981年の「帰路」（『ガロ』1981年10月）を最後に、1982年以降には作品を発表することはなかった。
1985年6月14日、入院先の病院で死去。享年37。

## 作品リスト

### 作品集
- 『ガロ増刊　つりたくにこ特集号』（青林堂、1970年12月）
- 『六の宮姫子の悲劇』（青林堂、1979年3月）
- 『北斗七星と海蛇』（青林堂、1988年12月）
- 『彼方へ　つりたくにこ未発表作品集』（青林工藝舎、2001年6月）
- 『フライト　つりたくにこ作品集』（青林工藝舎、2010年7月）
- The Sky is Blue with a Single Cloud（英語版） （Drawn and Quarterly（英語版）、2020年）

### 未発表作品[9]
- 世界を巡る美少女二人
- 雪の日
- バルダス
- ポセデ
- それはもうメチャメチャな日でございました
- 人間につかまえられた一匹のモグラは絶叫した

ほか多数。

## その他
2010年の連続テレビ小説『ゲゲゲの女房』に登場し、南明奈が演じた河合はるこについて、つりたがモデルとする説もある。番組にはるこが再登場した1981年の時点では実際のつりたは41歳になっていたが(即ち誕生は1939年か40年)、ブレイク前の水木の元を日参して少しアシスタントを務めたのが60年代である点は一致している。